# Forma bilinear simétrica
Uma forma bilinear simétrica em um espaço vetorial V sobre um corpo K é uma função {\displaystyle B:V\times V\to K\,} satisfazendo:
- B é uma forma bilinear, ou seja
  - {\displaystyle B(u+u',v)=B(u,v)+B(u',v)\,}
  - {\displaystyle B(u,v+v')=B(u,v)+B(u,v')\,}
  - {\displaystyle B(\lambda u,v)=B(u,\lambda v)=\lambda \,B(u,v)\,}
- B é simétrica, ou seja
  - {\displaystyle B(u,v)=B(v,u)\,}

Formas bilineares simétricas são importantes no estudo das quádricas e na teoria da relatividade, em que o "produto interno" é uma forma bilinear simétrica não-degenerada.